# Советско-японская война
Сове́тско-япо́нская война́ (в нормативно-правовых актах: Война с Японией, в советской прессе и документалистике — «Дальневосточный поход», «Маньчжурский поход») — вооружённый конфликт в августе — сентябре 1945 года (официально — с 12 августа по 2 сентября) между Советским Союзом и Монголией, с одной стороны, и Японской империей и Маньчжоу-го, с другой. Вступление СССР как воюющей стороны в продолжавшуюся уже четыре года войну союзников с Японской империей было обусловлено соглашением на Ялтинской встрече лидеров в феврале 1945 года.
В результате стремительного наступления советско-монгольских войск в Маньчжурии за короткое время, с 9 по 22 августа 1945 года, была разгромлена вся основная группировка Квантунской армии. Были освобождены Северо-Восточный Китай и север Корейского полуострова (ныне — территория Северной Кореи). Советские войска заняли Южный Сахалин и Курильские острова (в ходе Южно-Сахалинской и Курильской десантной операций соответственно). Потери японских войск и войск Маньчжоу-го составили около 84 000 человек убитыми и около 640 000 пленными. Потери советских войск в войне с Японией составили 12 031 человек — безвозвратные и 24 425 человек — санитарные.
2 сентября состоялось подписание Акта о капитуляции Японии, ознаменовавшее также окончание Второй мировой войны, однако официально датой окончания советской-японской войны является 3 сентября, при том, что некоторые японские гарнизоны на Курильских островах продолжали сопротивление до 5 сентября.

## Подготовка войны
Опасность войны СССР с Японией существовала со второй половины 1930-х годов. 29 июля — 11 августа 1938 года произошли столкновения на озере Хасан, а с 11 мая по 16 сентября 1939 года — сражение на Халхин-Голе на границе МНР и Маньчжоу-Го. 1 июля 1940 года был создан советский Дальневосточный фронт, что указывало на реальный риск начала войны.
Но обострение ситуации на западных границах заставило СССР искать компромисс в отношениях с Японией. Последняя, в свою очередь, выбирая между вариантами агрессии на север (против СССР) и на юг (против США и Великобритании), всё более склонялась к последнему варианту и стремилась обезопасить себя со стороны СССР. Результатом временного совпадения интересов двух стран стало подписание 13 апреля 1941 года Пакта о нейтралитете, согласно статье 2-й которого:

… в случае, если одна из договаривающихся сторон окажется объектом военных действий со стороны одной или нескольких третьих держав, другая договаривающаяся сторона будет соблюдать нейтралитет в продолжение всего конфликта.

22 июня 1941 года Германия и её союзники, кроме Японии, начали войну против СССР, а 7 декабря того же года Япония напала на США, начав войну на Тихом океане. Так, план этой кампании был представлен уже 2 июля 1941 года, была проведена скрытая мобилизация в Маньчжурии, а Квантунская армия увеличена вдвое. Как считал министр иностранных дел Мацуока, «политика Японии не должна быть связана ни с Пактом о нейтралитете, ни с Антикоминтерновским пактом». Между тем СССР усилил свои восточные границы, создав 15 сентября 1941 года к уже существующему Дальневосточному фронту Забайкальский фронт.
Пользуясь тяжёлым положением СССР, Япония проигнорировала выполнение договорённостей 1941 года об отказе от сахалинских концессий на добычу нефти и угля, договорённость была исполнена лишь в начале 1944 года. В ходе ведущейся с немцами войны СССР должен был избегать вооружённого конфликта с Японией не только из-за слабости дальневосточной армии, но и прекращения поставок по ленд-лизу под советским флагом через Тихий океан во Владивосток (для пополнения советского тихоокеанского судоходства американцы передали СССР 90 судов). Интервал между окончанием войны в Европе и объявлением войны Японии был использован в том числе для перевозки техники на фронт с Маньчжурией.
К осени 1944 года ситуация в Европе в корне изменилась, Германия и её сателлиты стояли уже на грани краха. Японские правящие круги начали искать возможности советского посредничества для достижения перемирия с США и Англией, особенно после Ялтинской конференции.
На Ялтинской (Крымской) конференции, проходившей 4 по 11 февраля 1945 года, лидеры стран по Антигитлеровской коалиции — Сталин, Рузвельт и Черчилль подписали соглашение, согласно которому СССР обязался вступить в войну на стороне Союзников против Японии через 2—3 месяца после капитуляции Германии и окончания войны в Европе, при условии возвращения СССР Южного Сахалина (яп. Карафуто) и Курильских островов, которые были аннексированы Японией после августа 1905 г.
К середине марта 1945 года в Тихом океане дела у Японии шли не очень хорошо, и она вывела свои элитные войска из Маньчжурии для поддержки действий в Тихом океане. Тем временем СССР продолжал наращивать группировку войск на Дальнем Востоке. 5 апреля 1945 года СССР уведомил Японию, что не хочет продлевать Пакт о нейтралитете. Это вызвало значительную озабоченность японской стороны, но СССР заверил японцев, что Пакт о нейтралитете будет действовать ещё двенадцать месяцев, как и было установлено условиями Пакта, и японцам беспокоиться не о чем.
Было очевидно, что обстановка складывалась явно не в пользу Японии, и 15 мая 1945 года на заседании японского Высшего совета по руководству войной было решено добиваться начала официальных японо-советских переговоров и склонять СССР к посредничеству в деле окончания войны на приемлемых для Японии условиях. 3 июня 1945 года бывший премьер-министр Японии Коки Хирота заявил советскому послу в Японии Якову Малику о желании японского правительства достигнуть с СССР взаимопонимания «для сохранения стабильности на Дальнем Востоке». Император Хирохито после войны объяснял: «…Мы решили начать переговоры Хирота с Маликом, имея в виду, что в случае согласия русских поставлять нам нефть, мы были готовы уступить им южный Карафуто (Сахалин) и Маньчжурию».
В принятой 26 июля 1945 года на Потсдамской конференции декларации СССР, США и Великобритания выступили с требованием безоговорочной капитуляции Японии, а в случае невыполнения условий декларации угрожали «стереть Японию с лица земли». 28 июля 1945 года японское правительство отвергло Потсдамскую декларацию, заявив о намерении «продолжать движение вперед для успешного завершения войны». Отсутствие под Потсдамской декларацией подписи СССР позволяло японскому руководству сохранять надежду на возможность продолжения войны, поскольку в Японии неизбежность поражения связывали лишь со вступлением в войну СССР. Но попытки Японии добиться соглашения с СССР о посредничестве в деле окончания войны оказались безуспешными.
6 августа в 08 часов 15 минут американский бомбардировщик B-29 сбросил атомную бомбу на японский город Хиросиму, что стало первым в мировой истории применением ядерного оружия (вторая атомная бомба была сброшена 9 августа на город Нагасаки). Советско-российский историк и политолог В. А. Никонов, внук тогдашнего народного комиссара иностранных дел СССР В. М. Молотова, писал: «Молотов до конца дней был уверен, что эти бомбы не столько были против Японии, сколько против Советского Союза: запугать, продемонстрировать неограниченные военные возможности, чтобы осуществлять ядерный шантаж и добиваться уступок. В Москве ясно поняли, что война может закончиться очень скоро, а неучастие в ней заметно ослабит возможности СССР влиять на послевоенное устройство на Дальнем Востоке. Выступать следовало немедленно».

## Силы сторон

### СССР
В течение мая — начала августа 1945 года советское командование перебросило на Дальний Восток часть высвободившихся на западе войск и техники (свыше 400 тыс. человек, 7137 орудий и миномётов, 2119 танков и САУ). Для этого были организованы масштабные воинские железнодорожные перевозки, сформировано свыше двадцати паровозных колонн, проведено большое количество иных организационных и подготовительных мероприятий.
Вместе с дислоцированными на Дальнем Востоке войсками перегруппированные соединения и части составили три фронта общей численностью примерно в 1,5 миллиона человек под командованием маршала А. М. Василевского:
- Забайкальский фронт (командующий маршал Р. Я. Малиновский) — 17-я, 36-я, 39-я и 53-я армии, 6-я гвардейская танковая армия, конно-механизированная группа советско-монгольских войск, 12-я воздушная армия, Забайкальская армия ПВО;
- 1-й Дальневосточный фронт (командующий маршал К. А. Мерецков) — 1-я Краснознамённая, 5-я, 25-я и 35-я армии, Чугуевская оперативная группа, 10-й механизированный корпус, 9-я воздушная армия, Приморская армия ПВО;
- 2-й Дальневосточный фронт (командующий генерал армии М. А. Пуркаев) — 2-я краснознамённая, 15-я и 16-я армии, 5-й отдельный стрелковый корпус, 10-я воздушная армия, Приамурская армия ПВО.

Войсками Монгольской народно-революционной армии командовал Маршал МНР Х. Чойбалсан.
План советского командования, охарактеризованный как «Стратегические клещи», был прост по замыслу, но грандиозен по масштабу. Планировалось окружение противника на территории, общей площадью в 1,5 млн квадратных километров.

### Япония
Войскам СССР и Монголии противостояла японская Квантунская армия под командованием генерала Отодзо Ямады в составе: около 700 тысяч человек, 300 танков, 1000 самолётов.
Как отмечается в «Истории Великой Отечественной войны» (т. 5, с. 548—549):

В частях и соединениях Квантунской армии совершенно отсутствовали автоматы, противотанковые ружья, реактивная артиллерия, мало было артиллерии РГК и крупнокалиберной (в пехотных дивизиях и бригадах в составе артиллерийских полков и дивизионов в большинстве случаев имелись 75-мм пушки).
Несмотря на усилия японцев сосредоточить как можно больше войск на островах собственно Японии, а также в Китае южнее Маньчжурии, японское командование уделяло внимание и Маньчжурскому направлению, особенно после того, как 5 апреля 1945 года Советский Союз аннулировал советско-японский Пакт о нейтралитете.
Реальная численность Квантунской армии была значительно ниже списочного состава. За последние три года большая часть её тяжёлой военной техники и все боеспособные военные части были переброшены на Тихоокеанский фронт для борьбы с наступающими американскими и союзными войсками. По этой причине для организации новых дивизий и бригад японцы могли использовать лишь не обученных призывников младших возрастов и ограниченно годных резервистов старших возрастов — таковых летом 1945 года было призвано 250 тысяч; их направили для усиления уже существующей группировки. Также во вновь созданных в Маньчжурии японских дивизиях и бригадах, помимо малочисленности боевого состава, зачастую совершенно отсутствовала артиллерия.
Наиболее значительные силы Квантунской армии — до десяти пехотных дивизий — дислоцировались на востоке Маньчжурии, граничившей с советским Приморьем, где был размещён 1-й Дальневосточный фронт в составе тридцати одной стрелковой дивизии, кавалерийской дивизии, механизированного корпуса и одиннадцати танковых бригад.
На севере Маньчжурии японцы держали одну пехотную дивизию и две бригады — против 2-го Дальневосточного фронта в составе одиннадцати стрелковых дивизий, четырёх стрелковых и девяти танковых бригад.
На западе Маньчжурии японцы расположили шесть пехотных дивизий и одну бригаду — против тридцати трёх советских дивизий, в том числе двух танковых, двух механизированных корпусов, танкового корпуса и шести танковых бригад.
В центральной и южной Маньчжурии японцы держали ещё несколько дивизий и бригад, а также обе танковые бригады и всю боевую авиацию.
Танки и самолёты японской армии в 1945 году по критериям того времени были устаревшими и примерно соответствовали советской танковой и авиационной технике образцов 1939 года. По оценке, приведённой в журнале боевых действий войск Забайкальского фронта, «японские танки отсталой конструкции, маломощные и ни в какое сравнение с нашими даже лёгкими танками идти не могут». Это относится и к японским противотанковым орудиям, имевшим калибр 37 и 47 мм — то есть годных для борьбы лишь с лёгкими советскими танками. Эти обстоятельства и побудили японскую армию использовать отряды смертников, обвязанных гранатами и взрывчаткой, как основное импровизированное противотанковое средство:437,. Относительно самолётов в советской статье отмечалось: «На вооружении японской авиации находились самолёты И-97, И-00, СВ-97, значительно уступавшие по своим летно-тактическим данным самолётам советских Военно-воздушных сил». По некоторым данным, японская армейская авиация использовала камикадзе, пытаясь остановить продвижение советских войск.
Тем не менее перспектива быстрой капитуляции японских вооружённых сил в Маньчжурии представлялась далеко не очевидной. Принимая во внимание фанатичное и иногда самоубийственное сопротивление, оказанное японскими войсками в апреле—июне 1945 года на Окинаве, имелись все основания полагать, что ожидается продолжительная, сложная кампания за овладение последними оставшимися японскими укреплёнными районами. На некоторых участках советского наступления эти ожидания полностью оправдались.
Несмотря на то, что вступление СССР в войну против Японии было очевидным, японская разведка сумела лишь зафиксировать переброску войск и техники с запада на Дальний Восток. Ей не удалось вскрыть ни планов советского наступления, ни районы сосредоточения основных ударных группировок и их численность, ни сроков начала наступления. Всё это неблагоприятно сказалось на развитии военных действий для японских войск.

## Ход войны

### Объявление войны
В 16 часов 30 минут 7 августа И. В. Сталин и начальник Генштаба А. И. Антонов подписали Директиву Ставки ВГК № 11122 главнокомандующему советскими войсками на Дальнем Востоке, приказывая трём фронтам (Забайкальскому, 1-му и 2-му Дальневосточным) начать 9 августа боевые действия против Японии. 8 августа, в 17 часов по московскому времени, народный комиссар иностранных дел СССР В. М. Молотов принял японского посла Наотакэ Сато, которому от имени Советского правительства сделал заявление о том, что СССР с 9 августа будет считать себя в состоянии войны с Японией. Об объявлении войны в Токио узнали в 4 часа 9 августа через перехваченную радиопередачу. Таким образом, война была объявлена ровно через три месяца после победы стран антигитлеровской коалиции в Европе.
Вступление Советского государства в войну против Японии вызвало одобрение как со стороны китайских коммунистов, так и со стороны гоминьдановцев. Председатель Компартии Китая Мао Цзэдун и командир 8-й армии Чжу Дэ 8 августа направили И. В. Сталину телеграмму, в которой приветствовали от имени китайского народа объявление войны Японии. Лидер партии «Гоминьдан» Чан Кайши в своей телеграмме Сталину от 9 августа писал: «Объявление Советским Союзом с сегодняшнего дня войны против Японии вызвало у всего китайского народа чувство глубокого воодушевления. От имени Правительства, народа и армии Китая имею честь выразить Вам, а также Правительству и героическому народу и армии Советского Союза искреннее и радостное восхищение». Тогда же вышла статья Мао Цзэдуна «Последняя битва с японскими захватчиками». В ней говорилось:

Восьмого августа правительство Советского Союза объявило войну Японии; китайский народ горячо приветствует это. Благодаря этому шагу Советского Союза сроки войны с Японией значительно сократятся. Война с Японией уже находится в своей последней стадии, настал час окончательной победы над японскими захватчиками и всеми их приспешниками. В этих условиях все силы борьбы против японских захватчиков в Китае должны развернуть контрнаступление в масштабе всей страны и сражаться в тесном и эффективном взаимодействии с Советским Союзом и другими союзными державами.

Последовала реакция и на Западе. В специальном заявлении правительства Великобритании, сделанном 9 августа, было сказано: «Война, объявленная сегодня Советским Союзом, является доказательством солидарности, существующей между основными союзниками, и она должна сократить срок борьбы и создать условия, которые будут содействовать установлению всеобщего мира. Мы приветствуем это великое решение Советской России».
Опираясь на Протокол о взаимопомощи между Монгольской Народной Республикой (МНР) и Советским Союзом от 12 марта 1936 года, 10 августа Президиум Малого Хурала и Совет Министров МНР на объединённом заседании также объявили войну Японии. В тот же день по радио выступил глава монгольского правительства Х. Чойбалсан, сообщив населению об объявлении войны и о причинах к этому.

### Начало войны
В 00 часов 10 минут 9 августа наступление начали войска Забайкальского фронта, в час ночи — войска 1-го и 2-го Дальневосточных фронтов. Наступление началось по хабаровскому времени, в то время как по московскому времени оно произошло в 18 часов 8 августа. Перейдя государственную границу, передовые и разведывательные отряды всех трёх фронтов стали вклиниваться на территорию Маньчжурии, а с рассветом их главные силы пошли в наступление.
Штаб Квантунской армии подняли по тревоге. Из штаба 5-й армии (уже в час ночи) и других соединений ими были получены донесения, из которых «стало ясно, что Советский Союз начал всеобщее наступление». В связи с тем, что Главнокомандующий Квантунской группировкой войск, полный генерал Отодзо Ямада находился в Дайрене, управление войсками взял на себя начальник штаба генерал-лейтенант Г. Хата. Он тотчас задействовал приказ на ведение операций по отражению противника, который заранее был разработан на основе плана императорской ставки, а также «План обороны военного времени» и «Закон об обороне Маньчжоу-Го».
Между тем, одновременно с выдвижением частей Красной армии, 76 самолётов Ил-4 19-го бомбардировочного авиационного корпуса 9-й воздушной армии ударили по военным объектам в Чанчуне и Харбине. Начиная с утра 9 августа и в течение следующих дней ударам советских бомбардировщиков и штурмовиков подвергались важнейшие железнодорожные станции и узлы, аэродромы, колонны японских войск на шоссейных и грунтовых дорогах в районах Харбина, Гирина, Шэньяна, Чанчуня, Хайлара. Движение на многих дорогах оказалось парализованным. Из-за действий советской авиации в первые часы войны нарушилась связь между штабами и формированиями японских войск в Маньчжурии, и командование Квантунской армии потеряло управление ими.
Тихоокеанский флот нанёс удары по японским военно-морским базам в северной части Корейского полуострова — Юки, Расину и Сэйсину.

### Маньчжурская наступательная операция
Маньчжурская стратегическая наступательная операция состояла из Хингано-Мукденской, Харбино-Гиринской и Сунгарийской наступательных операций.
В 4 часа 30 минут 9 августа в наступление перешли главные силы Забайкальского фронта. Они двигались через монгольские пустыни и степи на Большой Хинган. На их пути располагались две пехотные дивизии и две пехотные бригады японской армии, а также до десяти дивизий кавалерии и пехоты войск марионеточного государства Маньчжоу-Го и правителя марионеточного государства Мэнцзян, князя Де Вана. В глубине, в районах Чанчуня и Мукдена, находились основные силы японского 3-го фронта.
Преодолев пустыню Гоби и уничтожив пограничные части неприятеля, войска советско-монгольской конно-механизированной группы под командованием генерала И. А. Плиева на долоннорском направлении в течение дня продвинулись на 55 км, а передовые отряды достигли Нарто сумэ. На этом направлении действовали кавалерийские части князя Де Вана и пехотные части японской армии. Они были разгромлены и сложили оружие.
На чифынском направлении наступление вела 17-армия. За день она прошла 50 км, и передовые отряды вышли к озеру Табун-Нур. К исходу дня на глубину до 150 км продвинулись части 6-й гвардейской танковой армии, передовые отряды которой оказались на близких подступах к отрогам Большого Хингана. К тому моменту на 60 км в глубь Маньчжурии также продвинулись части 39-й армии, главные силы которой обошли с юга Халун-Арашанский укреплённый район. 36-й армия, форсировав реку Аргунь, утром 9 августа двинулась на город Хайлар.
Войска Забайкальского фронта разгромили калганскую, солуньскую и хайларскую японские группировки, вышли на подступы к важнейшим промышленным и административным центрам Маньчжурии, отрезали Квантунскую армию от японских войск в Северном Китае и, заняв Синьцзин и Фэнтянь, продвигались к Дайрэну и Рёдзюну.
Войска 1-го Дальневосточного фронта, наступавшие навстречу Забайкальскому фронту из Приморья, прорвали полосу пограничных укреплений японцев, отразили в районе Муданьцзяна сильные контрудары японских войск, заняли Цзилинь и Харбин (совместно с войсками 2-го Дальневосточного фронта), во взаимодействии с десантами Тихоокеанского флота овладели портами Юки, Расин, Сэйсин и Гэндзан, а затем заняли северную часть Кореи (севернее 38-й параллели), отрезав японские войска от метрополии.
Войска 2-го Дальневосточного фронта во взаимодействии с Амурской военной флотилией форсировали реки Амур и Уссури, прорвали долговременную японскую оборону в районах Хэйхэ и Фуцзиня, преодолели горный хребет Малый Хинган и совместно с войсками 1-го Дальневосточного фронта овладели Харбином.
12 августа Красная армия прорвала японский фронт на всех направлениях. 
14 августа начался новый мощный штурм. Ломая упорное сопротивление врага, советские войска продвигались к Муданьцзяну. За шесть дней боёв войска 1-го Дальневосточного фронта, прорвав долговременную оборону противника и выйдя на рубеж Линькоу — Муданьцзян — Начжин, сумели продвинуться на 120—150 км вглубь Маньчжурии. Японское командование обратилось с предложением о заключении перемирия. Но практически военные действия с японской стороны не прекращались. Лишь через три дня Квантунская армия получила приказ своего командования о капитуляции, которая началась 20 августа. Но и он не сразу дошёл до всех подразделений, а кое-где японцы действовали и вопреки приказу.
15 августа 1945 года император Хирохито объявил о капитуляции Японии, и с 16 августа 1945 года командующий Квантунской армии генерал Ямада Отодзо приказал своей армии сдаться. Некоторые японские дивизии отказались сдаваться, и боевые действия продолжались в течение следующих нескольких дней.
16 августа после ожесточённых боёв, которые вели с противником части 1-й Краснознамённой и 5-й армий, был взят город Муданьцзян.
С 18 по 27 августа были высажены воздушные десанты в Харбине, Фэнтяне, Синьцзине, Цзилине, Рёдзюне, Дайрэне, Хэйдзё и других городах, а также использованы подвижные передовые отряды.
19 августа японские войска почти повсеместно стали сдаваться в плен, в то же время в Мукдене советские войска взяли в плен императора Маньчжоу-Го Пу И. К 20 августа советские войска вышли на Маньчжурскую равнину. 
В результате была полностью разгромлена миллионная Квантунская армия. По советским данным, её потери убитыми составили 84 тыс. человек, взято в плен около 600 тыс. Безвозвратные потери Советской армии составили 12 тыс. человек. Советские войска заняли Маньчжурию.

#### Боевые действия на Корейском полуострове
Начиная с 1910 года Корея была японской колонией. Освобождение северной части Корейского полуострова проходило в рамках Маньчжурской наступательной операции. Из состава 25-й армии 1-го Дальневосточного фронта была выделена Южная группа войск под командованием генерал-майора Г. И. Шанина. Эта группа вначале состояла из 386-й стрелковой дивизии и ряда других подразделений, а затем к ним добавили 393-ю стрелковую дивизию.
В своём обращении к корейскому народу от 8 августа, главнокомандующий советскими войсками на Дальнем Востоке, маршал А. М. Василевский призвал корейцев подняться на борьбу против японского правления:
ИМПЕРИАЛИСТИЧЕСКАЯ ЯПОНИЯ БУДЕТ УНИЧТОЖЕНА! Корейцы! Рузавинцы! Подымайтесь на священную войну против ваших поработителей! Своей активной борьбой вы завоюете своё право на свободную и счастливую жизнь. Знамя свободы и независимости подымается над Сеулом! Корейцы в тылу — срывайте всеми силами и способами военные мероприятия Японии. Организуйтесь в партизанские отряды. Бейте японцев где только сможете! Корейцы на фронте — поворачивайте оружие против японцев, бейте японских офицеров, переходите на сторону Красной Армии! Помните, корейцы, у нас с вами общий враг — японцы! Знайте, мы поможем вам, как друзьям в борьбе за ваше освобождение от японского гнёта. СМЕРТЬ ЯПОНСКИМ ЗАХВАТЧИКАМ!.
9 августа советские войска овладели Кенхыном, ставшим первым освобождённым городом на корейской земле, после чего одна часть войск Южной группы двинулась на Хверён и Тумынь, в то время как другая часть войск устремилась к портам на северо-восточном побережье Кореи. 11 августа в порту Юки (Унги) высадился десант под общим командованием контр-адмирала Н. С. Ивановского. Почти одновременно с ним в Унги вступили части 393-й стрелковой дивизии, которая оставила здесь небольшой гарнизон и продолжила движение в сторону города Расин (Наджин). В Наджине же десантники высадились следующим днём и к 13 августа взяли порт и основную часть города, а 14 августа морской десант совместно с 393-й стрелковой дивизией полностью очистил населённый пункт от неприятеля.
Потеряв долговременные укрепления на границе с Кореей, а также порты Унги и Наджин, Квантунская армия лишилась связи с Японией, а её главным силам были отрезаны пути отступления в Корею. Кроме того, установление контроля над Унги и Наджином предоставило войскам Красной армии возможность овладеть Сэйсином (Чхонджином), одной из крупнейших военно-морских баз Японии, промышленным центром северо-восточной Кореи.
Борьба за Сэйсин шла несколько дней. 13 августа десантный отряд, возглавляемый полковником А. З. Денисиным, внезапным налётом захватил городской порт. Когда же противник перешёл в контратаку, то небольшому отряду (181 человек) пришлось перейти к обороне. На рассвете следующего дня высадился первый эшелон десанта (355-й отдельный батальон морской пехоты майора М. П. Бараболько), которому удалось вместе с передовым отрядом захватить плацдарм в порту. Против советских десантников японские войска бросили авиацию и бронепоезд. Из-за плохих метеорологических условий советская авиация в тот день не могла оказать поддержку своим бойцам. Они получали помощь с моря, от артиллерии кораблей. Также им помог отряд морской пехоты во главе с капитаном 3-го ранга Г. В. Терновским, который высадился с кораблей и активно действовал в тылу врага. Утром 15 августа высадился второй эшелон десанта (13-я бригада морской пехоты с частями под общим командованием генерал-майора В. П. Трушина), и в тот же день на помощь десантникам пришла советская авиация. Бригаде удалось выбить японцев из порта и оттеснить их к окраинам города. После прибыли основные части десанта (335-й стрелковой дивизии); в город вошла 393-я дивизия, которая с боями продвигалась по побережью. Во второй половине 16 августа город Сэйсин (Чхонджин) был полностью освобождён.
Советские морские пехотинцы и рота автоматчиков общей численностью 800 человек вечером 19 августа высадились на причалы порта Одэджин и заняли без сопротивления город и порт. 22 августа советский десант без боя занял Вонсан.

### Овладение Южным Сахалином и Курильскими островами
18 августа была начата Курильская десантная операция, в ходе которой советские войска заняли Курильские острова. При этом на самом северном острове Шумшу велось ожесточённое трёхдневное сражение, а гарнизоны всех остальных островов капитулировали без сопротивления. Южно-Сахалинская сухопутная операция была проведена для занятия южной части Сахалина, там боевые действия завершились 24 августа, а полная капитуляция войск на острове — 25 августа. 18 августа главнокомандующий советскими войсками на Дальнем Востоке маршал Василевский отдал приказ о высадке десанта на японский остров Хоккайдо силами двух стрелковых дивизий. Эта высадка не была осуществлена из-за задержки продвижения советских войск в Южном Сахалине, а затем полностью отменена по приказу Сталина.

### Завершение войны
Основные боевые действия на континенте велись 12 дней — по 20 августа, официально днём окончания войны является дата подписания Акта о капитуляции Японии — 2 сентября 1945 года, однако отдельные боевые столкновения продолжались вплоть до 10 сентября. Советские войска оставались на северо-востоке Китая до мая 1946 года. Высадка советских десантов и пленение японских войск на южных Курильских островах полностью закончились 5 сентября 1945 года.
Официальное прекращение состояния войны между СССР и Японией произошло 12 декабря 1956 года, в день вступления в силу Московской декларации 1956 года.

## Интернирование японских и советских граждан
С началом войны были интернированы советские граждане на контролируемых японцами территориях, и японские подданные на советской территории. В частности, персонал советского посольства в Токио (а также члены семей его сотрудников) сидел взаперти и три дня не получал обещанного японцами продовольствия. Интернированному персоналу японского посольства в Москве разрешалось выходить в город для приобретения продуктов и необходимых вещей.

## Значение
Советско-японская война имела огромное политическое и военное значение. 9 августа на экстренном заседании Высшего совета по руководству войной японский премьер-министр Судзуки заявил:

Вступление сегодня утром в войну Советского Союза ставит нас окончательно в безвыходное положение и делает невозможным дальнейшее продолжение войны.

Главнокомандующий американскими вооружёнными силами в бассейне Тихого океана генерал Макартур считал, что «Победа над Японией может быть гарантирована лишь в том случае, если будут разгромлены японские сухопутные силы». Государственный секретарь США Э. Стеттиниус утверждал следующее:

Накануне Крымской конференции начальники американских штабов убедили Рузвельта, что Япония может капитулировать только в 1947 г. или позже, а разгром её может стоить Америке миллиона солдат.
Дуайт Эйзенхауэр в своих мемуарах указывал, что обращался к президенту Гарри Трумэну: «Я говорил ему, что, поскольку имеющиеся сведения указывают на неизбежность скорого краха Японии, я категорически возражаю против вступления Красной Армии в эту войну».

## Итоги
За отличия в боях в составе 1-го Дальневосточного фронта 16 соединений и частей получили почётное наименование «Уссурийские», 19 — «Харбинские», 149 — награждены орденами. 308 тыс. солдат и офицеров были награждены орденами и медалями (87 из них стали Героями Советского Союза).
В результате войны СССР, выполнив условия соглашений Ялтинской конференции 1945 года, официально вернул в свой состав территории, аннексированные Японией у Российской империи по окончании Русско-японской войны 1904—1905 годов по итогам Портсмутского мира (южный Сахалин и, временно, Квантунскую область с Порт-Артуром и Дальним), а также ранее уступленную Японии в 1875 году основную группу Курильских островов и закреплённую за Японией Симодским договором 1855 года южную часть Курил.
Последняя территориальная потеря Японией не признана до сих пор. Согласно Сан-Францисскому мирному договору Япония отказалась от любых притязаний на Сахалин (Карафуто) и Курилы (Тисима Рэтто). Тем не менее договор не определял принадлежность островов. И СССР, в том числе и по этой причине, не подписал его. Однако в 1956 году была подписана Советско-японская декларация, по которой прекращено состояние войны и установлены дипломатические и консульские отношения СССР с Японией. В 9 статье Декларации, в частности, сказано:

СССР, идя навстречу пожеланиям Японии и учитывая интересы японского государства, соглашается на передачу Японии островов Хабомаи и острова Сикотан с тем, однако, что фактическая передача этих островов Японии будет произведена после заключения Мирного Договора.
Тем не менее сразу же после подписания Московской декларации Япония начала требовать возврата всей южной группы Курил как предварительного условия для переговоров по мирному договору. Эта позиция японского правительства сохранилась до сих пор и препятствует заключению мирного договора между Японией и Россией как государством-наследником СССР.
Помимо СССР, после окончания Второй мировой войны Япония ведёт территориальные споры с рядом других государств. Так, Япония вовлечена в территориальный спор с КНР и Китайской Республикой по поводу принадлежности островов Сэнкаку, несмотря на наличие мирных договоров между странами (с Китайской Республикой договор заключён в 1952 году, с КНР — в 1978 году). Кроме того, несмотря на наличие Базового договора об отношениях между Японией и Кореей, Япония и Республика Корея также вовлечены в территориальный спор о принадлежности островов Лианкур.

## В культуре

### Праздник
Указом Президиума Верховного Совета СССР от 2 сентября 1945 года «Об объявлении 3 сентября праздником победы над Японией» был установлен праздничный нерабочий день, остававшийся таковым два года (1945 и 1946).

### В киноискусстве
Художественные фильмы
- «Лето 1945 года на Карафуто. Врата из льда и снега» — художественный фильм 1974 года
- «Праздник фонарей» — короткометражный художественный фильм 1980 года.
- «Через Гоби и Хинган» — художественный фильм 1981 года
- «Приказ: перейти границу» — художественный фильм 1982 года
- «Утомлённое солнце» — художественный фильм 1988 года
- «Багряный закат» — художественный фильм 2001 года
- «Орден» — художественный фильм 2016 года.

Документальные фильмы
- «Разгром милитаристской Японии» — документальный фильм 1945 года
- Киноэпопея «Великая Отечественная» («Неизвестная война»), фильм 19: «Последнее сражение войны».
- «Поле битвы — Маньчжурия: забытая Победа» (Battlefield — Manchuria: The Forgotten Victory) — документальный фильм 2001 года
- «Великая Война», 18 Серия: «Война с Японией», StarMedia, Babich-Design
- «Сражение за Поднебесную» — документальный фильм телеканала Россия К 2015 года.

### В художественной литературе
- Георгий Марков. «Орлы над Хинганом» (1948)
- Андрей Головин «Тыл-фронт» (1962)
- Алексей Котенев. «Грозовой август» (1970)
- Олег Смирнов. «Неизбежность» (1981)
- Андрей Жариков. «Крушение „Кантокуэна“» (1988)
- Ильинский Юрий Борисович "Застава «Турий рог» (1990)